# Produce 101
Produce 101 — франшиза телевизионных конкурсных реалити-шоу, принадлежащая южнокорейскому развлекательному конгломерату CJ E&M. Идея заключается в создании гёрл- и бойбендов. Формат известен отсутствием судейской коллегии, решения принимаются с участием аудитории, а также тем, что конкурс начинается с очень большого числа конкурсантов, — 101 человека, — а затем это число снижается до финальных 11. Франшиза началась в 2016 году и с тех пор расширилась до Китая и Японии.
Produce 101 привлекли большое количество поклонников в Азии. В финале второго сезона в 2017 году проголосовало 10 млн человек, что эквивалентно пятой части населения Южной Кореи. В 2018 году восемь эпизодов Produce 101 China получили более 4,3 миллиарда просмотров на Tencent Video.
После расследования манипуляций с голосованием Mnet 14 ноября 2019 года продюсер Ан Джун Ён во время допроса в полиции признался, что во всех сезонах Produce 101 организаторы фальсифицировали поданные голоса. Ранее он был арестован по обвинению во взяточничестве и мошенничестве во франшизе.

## Версии

### Южная Корея
- 1 сезон, премьера первого сезона шоу состоялась 22 января 2016 года.
- 2 сезон[англ.], премьера второго сезона шоу состоялась 7 апреля 2017 года[4][5].
- Produce 48, премьера третьего сезона шоу состаялась 15 июня 2018 года[6][7][8].
- Produce X 101, премьера четвёртого сезона шоу состоялась 3 мая 2019 года[9][10].

### Китай
- Produce 101 China, премьера первого сезона шоу состоялась 21 апреля 2018 года[11].
- Produce Camp 2019, премьера второго сезона шоу состоялась 6 апреля 2019 года.
- Produce Camp 2020, премьера третьего сезона шоу состоялась 2 мая 2020 года.
- Produce Camp 2021, премьера четвёртого сезона шоу состоялась 17 февраля 2021 года.
- Produce Camp Asia: Thailand (известен как Chuang Asia: Thailand), премьера состоится в феврале 2024 года.

### Япония
- Produce 101 Japan, премьера первого сезона шоу состоялась 26 сентября 2019 года[12][13]. Он был представлен 47 префектурами страны вместо обычных развлекательных компаний.
- Produce 101 Japan 2, премьера второго сезона шоу состоялась 8 апреля 2021 года.
- Produce 101 Japan The Girls, премьера третьего сезона шоу состоялась 5 октября 2023 года.
- Produce 101 Japan: Shinsekai, премьера третьего сезона шоу состоится 2026 году.

### Таиланд
- Chuang Asia: Thailand (известен как Produce Camp Asia: Thailand), премьера состоялась 3 февраля 2024 года.
- Chuang Asia: Season 2 (известен как Chuang Asia 2025), премьера состоялась 2 февраля 2025 года.

## По странам
По состоянию на 13 июня 2021 года дебютировали 10 групп, в которых 107 участников участвовали в более чем 3-х франшизах Produce 101.
     В настоящее время идёт
     Предстоящий сезон
     Статус неизвестен
     Завершён
| Страна      | Название                                     | Телеканал                        | Сезон и группа                                                                           | Тренеры | Тренеры                                                                                            | Тренеры                                                                | Помощник наставника  | Гости (Национальные продюсеры)                                          |
| Страна      | Название                                     | Телеканал                        | Сезон и группа                                                                           | Вокал | Танцы                                                                                              | Рэп / Композиция                                                       | Помощник наставника  | Гости (Национальные продюсеры)                                          |
| ----------- | -------------------------------------------- | -------------------------------- | ---------------------------------------------------------------------------------------- | --- | -------------------------------------------------------------------------------------------------- | ---------------------------------------------------------------------- | -------------------- | ----------------------------------------------------------------------- |
| Южная Корея | Produce 101                                  | Mnet                             | - 1 сезон: I.O.I - 2 сезон: Wanna One - 3 сезон: IZ*ONE - 4 сезон: X1                    | - JeA (1) - Ким Сон Ын (1) - Ли Сон Хук (2, 4) - Син Ю Ми (2, 4) - Ли Хон Ки (3) - Сою (3)                  | - Кахи (1, 2) - Пэ Ён Джон (1, 3, 4) - Квон Джэ Сын (2, 4) - Чхве Ён Джун (3, 4) - Мэй Джей Ли (3) | - Cheetah (1, 2, 3, 4) - Хван Дон Хён (2)                              | -                    | - Чан Гын Сок (1) - БоА (2) - Ли Сын Ги (3) - Ли Дон Ук (4)             |
| Китай       | Produce 101 (1) Produce Camp or Chuang (2-5) | Tencent (1-5) One31 (5)          | - 1 сезон: Rocket Girls 101 - 2 сезон: R1SE - 3 сезон: BonBon Girls 303 - 4 сезон: INTO1 | - Элла Чэнь (1) - Джейсон Чжан (1) - Алек Су (2) - Мао Буй (3) - Лу Хань (3) - Чжоу Шэнь (4) - Нин Цзин (4) | - Шоу Ло (1, 3) - Ван Ибо (1) - Аарон Квок (2) - Виктория Сон (3) - Эмбер Лю (4)                   | - Тайгер Ху (1, 2) - Стенли Хуан (2) - Z. Tao (3) - Чжоу Чжэньнань (4) | - Нене (4)           | - Z.Tao (1) - Дильраба Дильмурат (2) - Все наставники (3) - Дэн Чао (4) |
| Таиланд     | Produce 101 (1) Produce Camp or Chuang (2-5) | Tencent (1-5) One31 (5)          | - 5 сезон: Gen1es - 5 сезон: NexT1DE                                                     | - Джефф Сатурн (5) - Нене (5) - Майк Анджело (5)                                                            | - Тэн (5)                                                                                          | - Джексон Ван (5)                                                      | - Все наставники (5) |                                                                         |
| Япония      | Produce 101 Japan                            | TBS (1-3) GyaO! (1-2) Lemino (3) | - 1 сезон: JO1 - 2 сезон: INI - 3 сезон: ME:I                                            | - Хидэнори Сугаи (1, 2) - Саяка Ясукура (1) - Тельма Аояма (2) - Ли Хон Ки (3)                              | - A-non (1) - Warner (1) - KENZO (2) - Рино Накасонэ (2, 3) - Юмеки (3)                            | - Cypress Ueno (1) - Bose (1) - Ken the 390 (2–3)                      | -                    | - Ninety-nine (1, 2) - Кимура Каэра (3)                                 |